# Stylops shannoni
Stylops shannoni är en insektsart som först beskrevs av Pierce 1918.  Stylops shannoni ingår i släktet Stylops och familjen stekelvridvingar. Inga underarter finns listade i Catalogue of Life.